# Lavrove, Alușta
Lavrove (în ucraineană Лаврове) este un sat în comuna Malîi Maiak din orașul regional Alușta, Republica Autonomă Crimeea, Ucraina.

## Demografie
Componența lingvistică a localității Lavrove
     Rusă (91,97%)
     Ucraineană (7,63%)
     Alte limbi (0,4%)
Conform recensământului din 2001, majoritatea populației localității Lavrove era vorbitoare de rusă (91,97%), existând în minoritate și vorbitori de ucraineană (7,63%).